# Akiyoshi Hongō
Akiyoshi Hongō (本郷あきよし Hongō Akiyoshi?) es un pseudónimo utilizado por Bandai para referirse al grupo de personas responsables de la creación del concepto original y de los diseños de los personajes que forman parte de la franquicia de videojuegos y anime Digimon. El seudónimo es el resultado de fusión de los nombres "Aki" + "Katsuyoshi" + "Hongō". 
El grupo creativo incluye a la creadora del Tamagotchi y una de las responsables de Digimon, Aki Maita, el diseñador de animación de Toei Animation Katsuyoshi Nakatsuru, y al responsable de Tamagotchi en Bandai Takeichi Hongō.

## Obra
- Digimon Adventure (1999)
- Digimon Adventure 02 (2000)
- Digimon Tamers (2001)
- Digimon Frontier (2002)
- Digimon Savers (2006)
- Digimon Xros Wars (2010)
- Digimon Xros Wars-Hunters (2011)
- Digimon Adventure Tri (2015)
- Digimon Universe: Appli Monsters (2016)
- Digimon Ghost Game (2021)